# Videogioco erotico

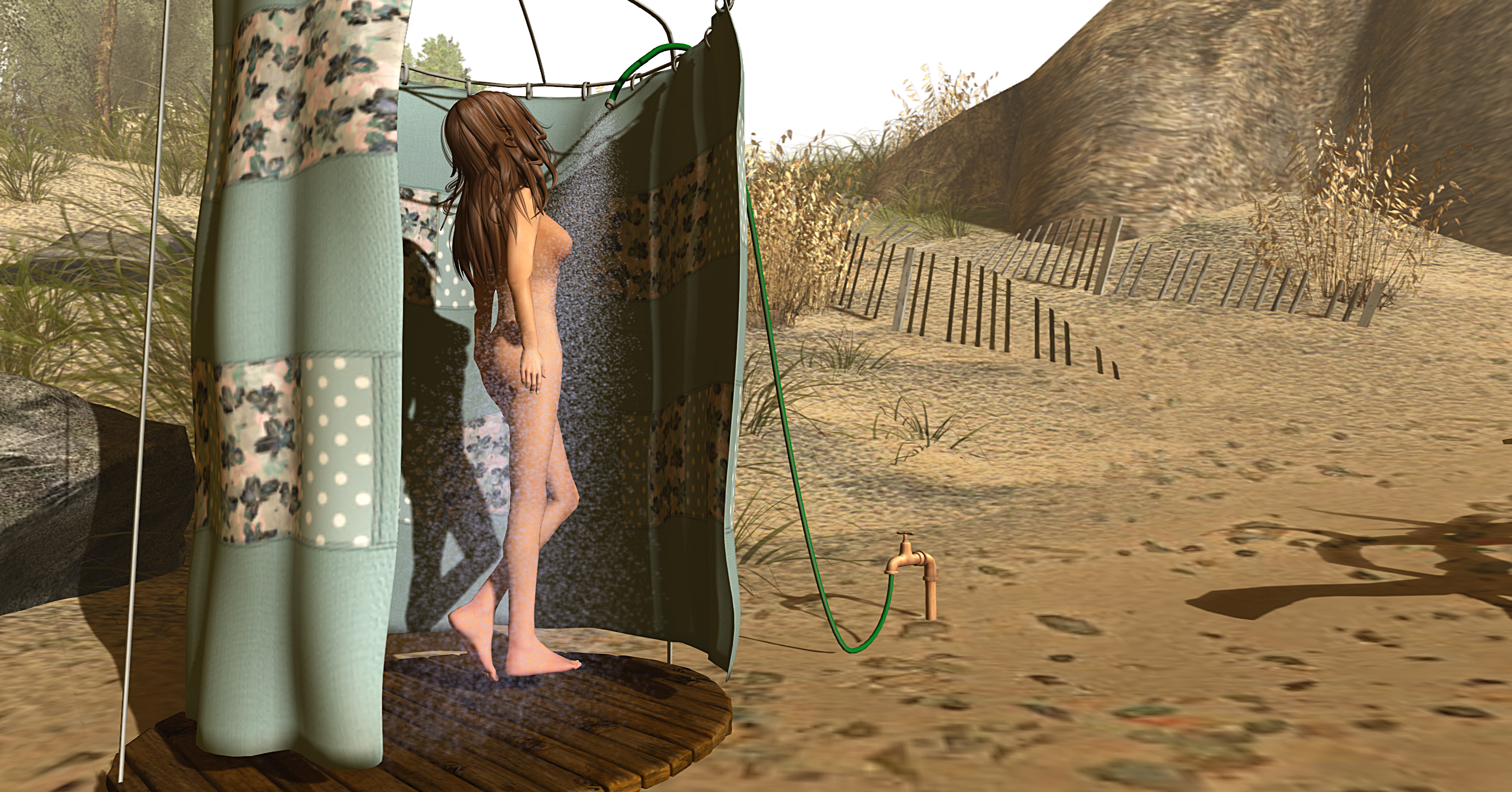
Una schermata di Second Life

Il videogioco erotico è un genere di videogioco caratterizzato dalla presenza di contenuti erotici, come immagini osé accompagnate da suoni eccitanti; tale genere non mostra scene esplicite di sesso o di organi riproduttivi in piena vista, ma è basato su allusioni sessuali.
Il genere è potenzialmente confuso con i videogiochi pornografici, a seconda del contesto etico-culturale e sociale.

## Caratteristiche
In grande maggioranza questi videogiochi sono programmi per personal computer e raramente vengono prodotti su console, perché sono piattaforme usate da adolescenti, minorenni e in particolare dalle famiglie. Proprio per questo motivo vengono sviluppati per una distribuzione più specifica nei paesi dove è possibile proporre questo genere di giochi, perché rientrano nella fasce di età consentita da quel paese. Lo scopo di questi videogame è specificamente (quindi non come spinta collaterale) l'eccitare sessualmente i giocatori, con immagini o temi erotici che variano in base al tema affrontato dal gioco. La maggioranza di questi giochi rientra nel genere dei simulatori di vita in particolare degli eroge, giochi prevalentemente prodotti in Giappone, ma essi possono anche appartenere ad altre tipologie. Alcuni, oltre che dall'erotismo, sono distinti anche da temi umoristici e parodistici, come ad esempio la serie di giochi di Leisure Suit Larry, mantenendosi peraltro meno spinti e più propensi all'umorismo.
Giochi come 7 Sins sono invece più spinti, proponendo scene per adulti senza però entrare nel dettaglio, a volte mediante minigiochi, od oggetti in movimento, ombre o immagini sbiadite o in dissolvenza come mascheramento degli atti sessuali. Allo stimolo visivo, viene abbinato anche quello uditivo, con suoni e rumori che trasmettono eccitazione perché, pur non mostrando esplicitamente la situazione erotica, la fanno inequivocabilmente intendere.

## Storia
Il primo esempio di videogioco a tema erotico fu Softporn Adventure, sviluppato e pubblicato dalla Sierra On-Line nel 1981. Fu esso a ispirare, alcuni anni dopo, il primo episodio della famosa serie di Leisure Suit Larry: Leisure Suit Larry in the Land of the Lounge Lizards, sviluppato e pubblicato dalla stessa Sierra On-Line nel 1987 e riproposto nel 1991 con una nuova grafica.  Nel 1986 fu pubblicato il primo videogioco erotico con contenuti grafici softporn piuttosto espliciti per gli anni 80, intitolato Leather Goddesses of Phobos, sviluppato e pubblicato dalla Infocom. Il gioco mostra figure di donne sexy in abiti provocanti e in situazioni erotiche in uno scenario fantascientifico. Erano disponibili 75 località di gioco e una vasta quantità di scelte alternative, alcune sbloccabili solo giocando con il PG maschile, "Zeke", quello femminile, "Lydia", o giocando con l'alieno "Barth", e permetteva inoltre una vasta esplorazione del mondo di gioco.

## Strip poker
I videogiochi di strip poker sono un sottogenere ben identificabile e uno dei primi generi erotici, nato nei primi anni '80 e popolare soprattutto in quel decennio. Essi uniscono simulazione del gioco di carte (di solito il poker tradizionale) per giocatore singolo a immagini di donne avversarie provocanti, anche nei limiti delle capacità grafiche dei sistemi d'epoca, sempre più svestite in base ai progressi del giocatore.
Il filone ha inizio con Strip Poker: A Sizzling Game of Chance del 1982, lanciato inizialmente per Apple II dalla statunitense Artworx, che aveva esordito nel 1981 facendosi notare con The Vaults of Zurich per VIC-20 di tutt'altro genere. Fin da subito Artworx lancia la valida trovata commerciale di fornire avversarie aggiuntive come espansioni vendute a parte. Il successo è notevole e A Sizzling Game of Chance approda su diversi altri computer, più tardi anche sui potenti Amiga e Atari ST, dove l'avversaria Crystal divenne particolarmente celebre.
Nel 1985 seguirono Animated Strip Poker della britannica KnightSoft per Amstrad CPC, ZX Spectrum e Commodore 64, con una più scanzonata grafica cartonesca, e Strip Poker per Amstrad CPC della francese Core. Nel 1986 la britannica Martech pubblica per diversi computer a 8 bit il gioco più celebre di tutto il genere, Samantha Fox Strip Poker, il primo con immagini digitalizzate e un personaggio reale, la cantante Samantha Fox, icona e simbolo erotico dell'epoca.
Nel 1987, dopo un poco rilevante Strip Poker per Sinclair QL, esce il notevole Hollywood Poker edito dalla tedesca Diamond Software per Amiga e Atari ST, dotato di foto professionali in alta risoluzione delle avversarie, tra cui un'ex Miss Germania; il titolo uscì, in versioni meno efficaci, anche per i computer a 8 bit.
Nel 1988 il genere ha una sua esplosione, con il lancio di tre titoli principali. Artworx lancia il seguito del capostipite, Strip Poker II per computer a 16 bit, con elaborate immagini digitalizzate. La Anco lancia un seguito non ufficiale, Strip Poker II Plus, per ben undici piattaforme a 8 e 16 bit. In Francia viene prodotto Teenage Queen, commercialmente surclassato dagli altri due, ma notevole per il suo inedito approccio più romantico, per la grafica caratteristica che ricorda il fumetto d'autore, e per la colonna sonora di Stéphane Picq.
Negli anni '90 si ha un declino dell'interesse nel genere, forse anche perché inizia una grande diffusione della multimedialità e questi semplici spogliarelli si fanno notare di meno. Alcuni titoli comunque notevoli includono Peek-A-Boo Poker (1990) per NES, il primo gioco di questo genere per console; Strip Poker III (1991) della Artworx, con notevole grafica VGA su PC; per CD-i escono due produzioni minori, Strip Poker Pro e Strip Poker Live (1994); primo gioco del genere su Macintosh è Cyberstrip Poker (1995), con un'inedita ambientazione fantascientifica.
Molte produzioni commerciali sono continuate in ogni caso anche nel XXI secolo. Tra le più rilevanti la collana Digital Strip Poker featuring ... (2000) della Slickrock, dove ogni titolo è dedicato a diverse conigliette di Playboy, e la serie Video Strip Poker (attiva dal 2002) della polacca Torquemada Games, incentrata su filmati con reali attrici e in un episodio anche attori.

## Erotismo nei videogiochi non erotici
Il tema dell'erotismo non si trova esclusivamente in questo genere di videogiochi, ma viene utilizzato anche in altri generi, se parzialmente previsto dalla trama e per stimolare l'interesse dei giocatori.
Ad esempio, il videogioco Bikini Karate Babes e il suo sequel Warriors of Elysia appartengono al genere picchiaduro, ma i duelli avvengono tra due lottatrici che indossano esclusivamente bikini.
Alcuni videogiochi sfruttano infatti il sex appeal e l'immagine in particolare dei personaggi di sesso femminile per accrescere l'interesse dei giocatori; questi giochi, anche se non mostrano effettivamente contenuti erotici o attività ritenute tali, hanno suscitato delle controversie da parte dei gruppi femministi che contestarono proprio la scarsa pertinenza di questo aspetto con l'argomento e la trama del gioco e accusarono questi titoli di reificazione del corpo femminile. È il caso ad esempio della serie di videogiochi Dead or Alive, dei primi titoli della famosa serie Tomb Raider, o del più recente Overwatch.

## Videogiochi
Esempi di videogiochi erotici sono Erotic Empire, 7 Sins, Artificial Girl 2, Battle Raper 2, Rotlicht Tycoon 2 e Peek-A-Boo Poker.